# Аврамий Охридски
Аврамий е православен духовник, охридски архиепископ около 1629 – 1637 година.
Аврамий заема архиепископския пост в края на 1628 или началото на 1629 година, като преди това е новопатраски митрополит. Запазена е издадена от него грамота от края на януари 1629 година. През 1632 година заминава на обиколка в Западна Европа, а през август 1634 година пристига в Русия. Умира или напуска поста си преди 1637 година, когато архиепископ вече е Мелетий.